# Pardossi
Pardossi è una frazione del comune italiano di Pontedera, nella provincia di Pisa, in Toscana.

## Geografia fisica
La frazione è situata in Valdera, in un'area pianeggiante pochi chilometri a ovest di Pontedera, oltre lo scolmatore dell'Arno e sulle rive del canale emissario del Bientina. Il paese è posto a sud della strada Tosco-Romagnola, nell'area urbana di Fornacette nel comune di Calcinaia, di cui costituisce un'appendice pur trovandosi amministrativamente sotto un altro comune. Una parte del centro abitato di Pardossi ricade inoltre nel territorio di Cascina, comune che tuttavia non lo riconosce come frazione, ma come località abitata della frazione di Latignano.
I Pardossi distano circa 6 km da Pontedera e poco meno di 20 km da Pisa.

## Storia
Il paese dei Pardossi si sviluppa come borgo rurale nel corso del XIX secolo, quando è considerato nel catasto leopoldino come facente parte del comune di Calcinaia. 
Nel 1928 la frazione rientra nel territorio comunale di Pontedera e già è particolarmente nota per la produzione di laterizi, che in quegli anni era attività predominante nella zona, basti ricordare la presenza di fornaci nei limitrofi borghi di Fornacette e La Rotta. La "Fornace dei Pardossi", nota anche come "Fornace di Pino", rimase in funzione dagli anni venti agli anni sessanta sotto la gestione della famiglia Orsini, prima di passare alla cooperativa Trieste, che ne modificò l'aspetto in un tentativo di ammodernamento. Tuttavia, la fornace sospese la produzione nel corso degli anni settanta e la cooperativa chiuse definitivamente nel 1985 per fallimento.
Da allora, la frazione si è trasformata da area industriale a carattere agricolo ad area residenziale, grazie alla costruzione di ville e abitazioni e alla riqualificazione del verde pubblico. Da alcuni anni è in ballo la costruzione di un autodromo di rilevanza nazionale a sud dell'abitato, i cui progetti sono da tempo stati presentati e approvati, ma dopo alcuni rinvii l'inizio dei lavori appare a tutt'oggi in fase di stallo.

## Monumenti e luoghi d'interesse
- Fornace di Pino, storica fornace in mattoni attiva dagli anni venti agli anni sessanta del XX secolo, chiuse definitivamente nel 1985 e versa oggi in stato di abbandono.[3] Si tratta di un interessante esempio di archeologia industriale ed il complesso è composto da vari corpi di fabbrica: un corpo centrale con forno Hoffmann in pietra tufacea – ampliato negli anni settanta – e ciminiera; lo stabile per l'essiccazione dei mattoni a pianta rettangolare; i tre capannoni per lo stoccaggio del prodotto terminato; l'edificio a pianta quadrata della centralina elettrica.[3] Sono inoltre ancora visibili le rotaie per il trasporto, carico e scarico dei forni.[3]